# Alberga

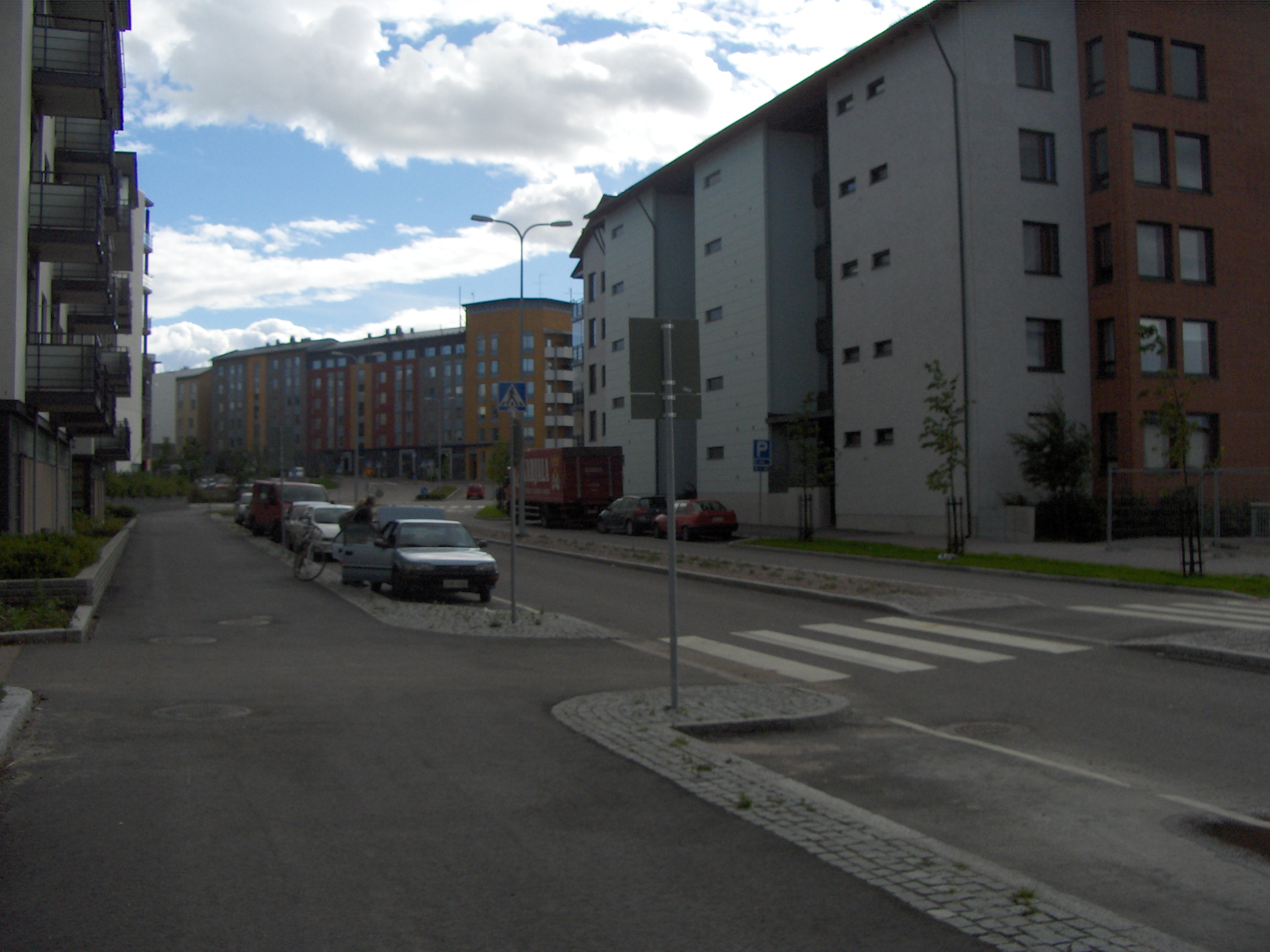
Södra Alberga

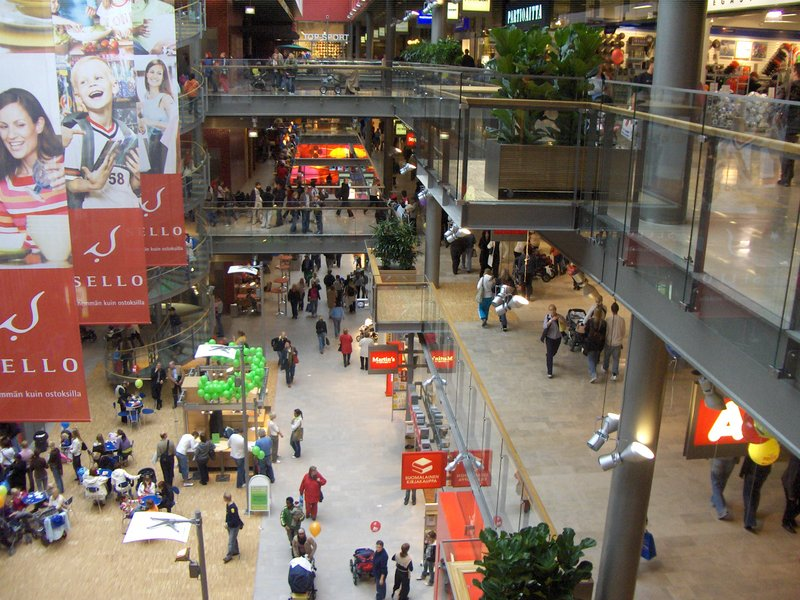
Sello

Alberga (finska: Leppävaara, lokal slang Lepuski) är en stadsdel med järnvägsstation i Esbo stad och hör administrativt till Stor-Alberga storområde. Alberga är ett av fem stadscentra i Esbo (övriga är Esbo centrum, Hagalund, Mattby och Esboviken).
Alberga ligger bra till vad gäller transporter och är en viktig omstigningsstation mellan bussar och tåg på Kustbanan Åbo–Helsingfors. Också Åboleden, Ring I och Åbovägen, alla viktiga regionala trafikleder, passerar Alberga. Shoppingcentret Sello ligger också i Alberga.

## Historia
Alberga utvecklades som ett villasamhälle under förra hälften av 1900-talet, varav få byggnader återstår. Alberga gård, vars karaktärsbyggnad står kvar än idag, har gett namn åt stadsdelen och järnvägsstationen. Det finska namnet Leppävaara är en direkt översättning. På 1970- och 1980-talen har Norra Alberga byggts ut med höghus för tiotusentals invånare. På 1990- och 2000-talen har Södra Alberga byggts ut kraftigt med mycket tät höghusbebyggelse. Alberga har varit ett viktigt kommersiellt centrum sedan år 1971, då Maximarket öppnade, Finlands första hypermarket. Maximarket fick ge vika år 2001 för Sello, som påstår sig vara Nordens näst största köpcentrum.

## Kultur
I samma komplex som köpcentret Sello finns Sellosalen och Alberga regionalbibliotek. I Sellosalen ordnas allt från klassiska konserter till evenemang med populärmusik. Alberga bibliotek är det mest besökta i Finland och där ordnas även utställningar och andra tillställningar.

## Sport
I Alberga finns det ett mycket stort utbud av sportanläggningar vilka främst är koncentrerade till Alberga idrottspark. Där finns ett friidrottsstadion, fotbollsplaner, skidstadion, simhall med mera. I södra Alberga finns en övningsplan för golf. Vermo i östra Alberga är en legendarisk travbana.

## Statistikområden
Till Alberga hör flera mindre områden, vilka är Mäkkylä, Säteri, Vallberget, Bergans, Vermo, Boställsbacken och Grindåkern.

## Bilder från Alberga

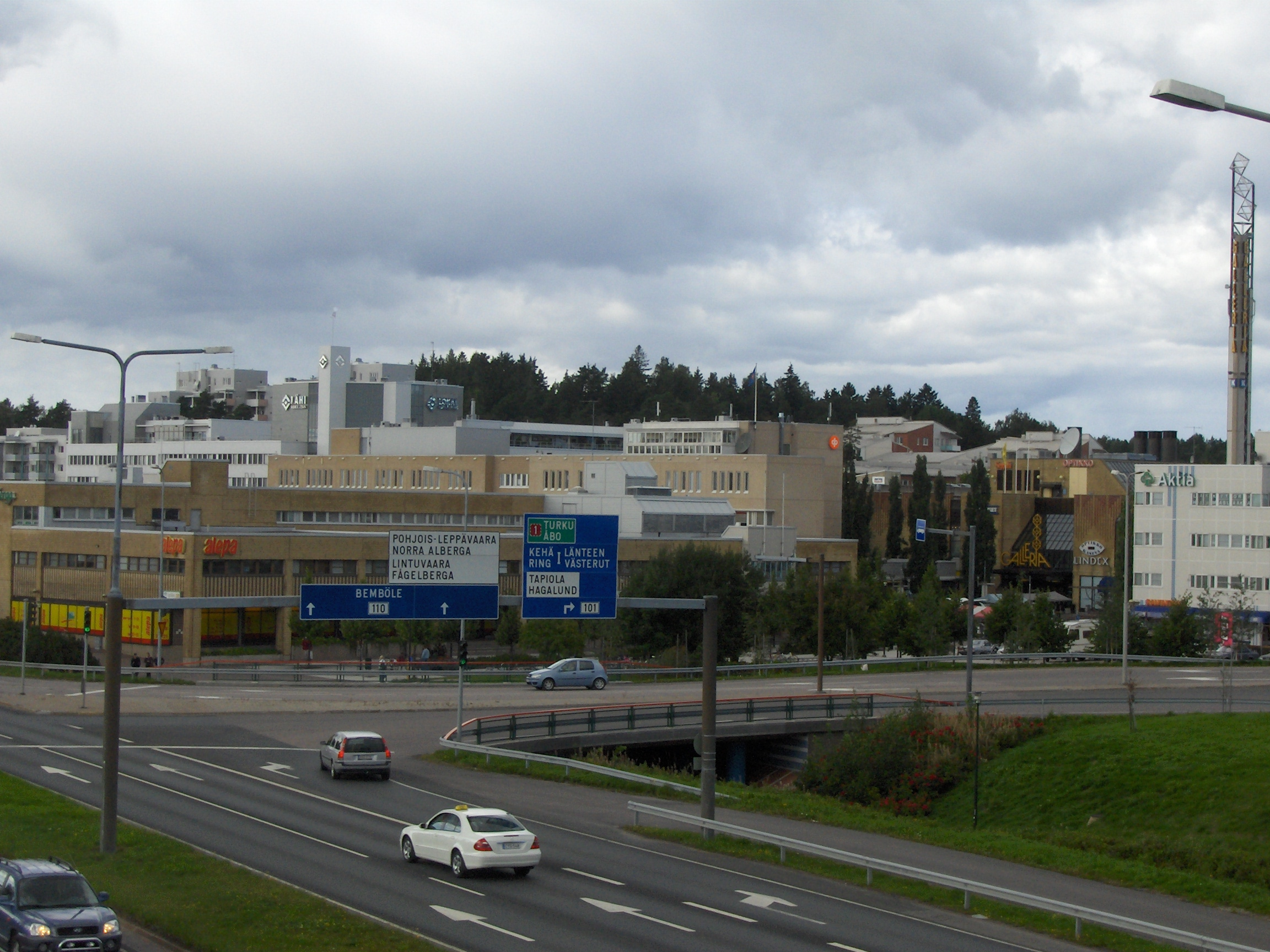
Åbovägen
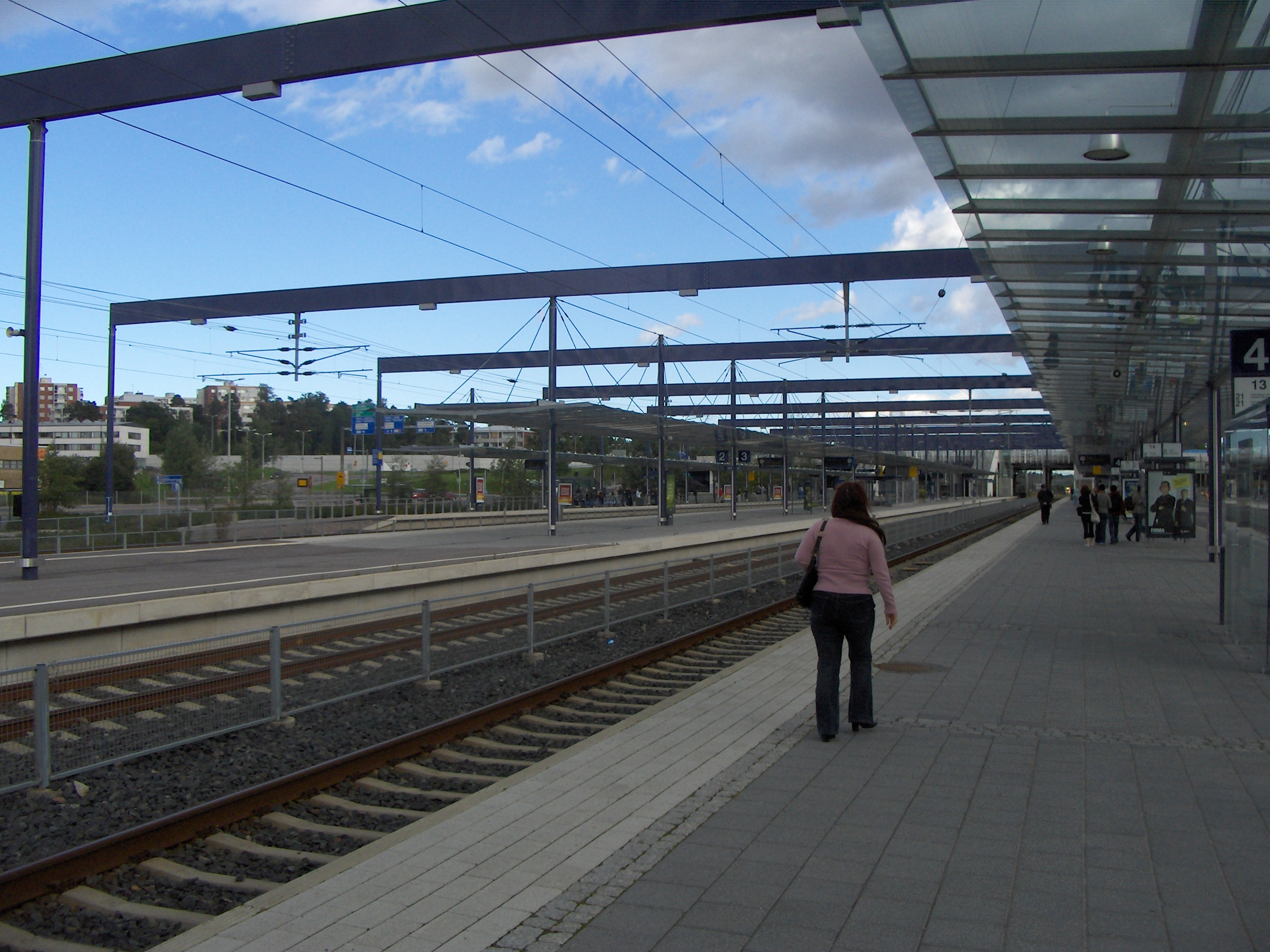
Alberga station
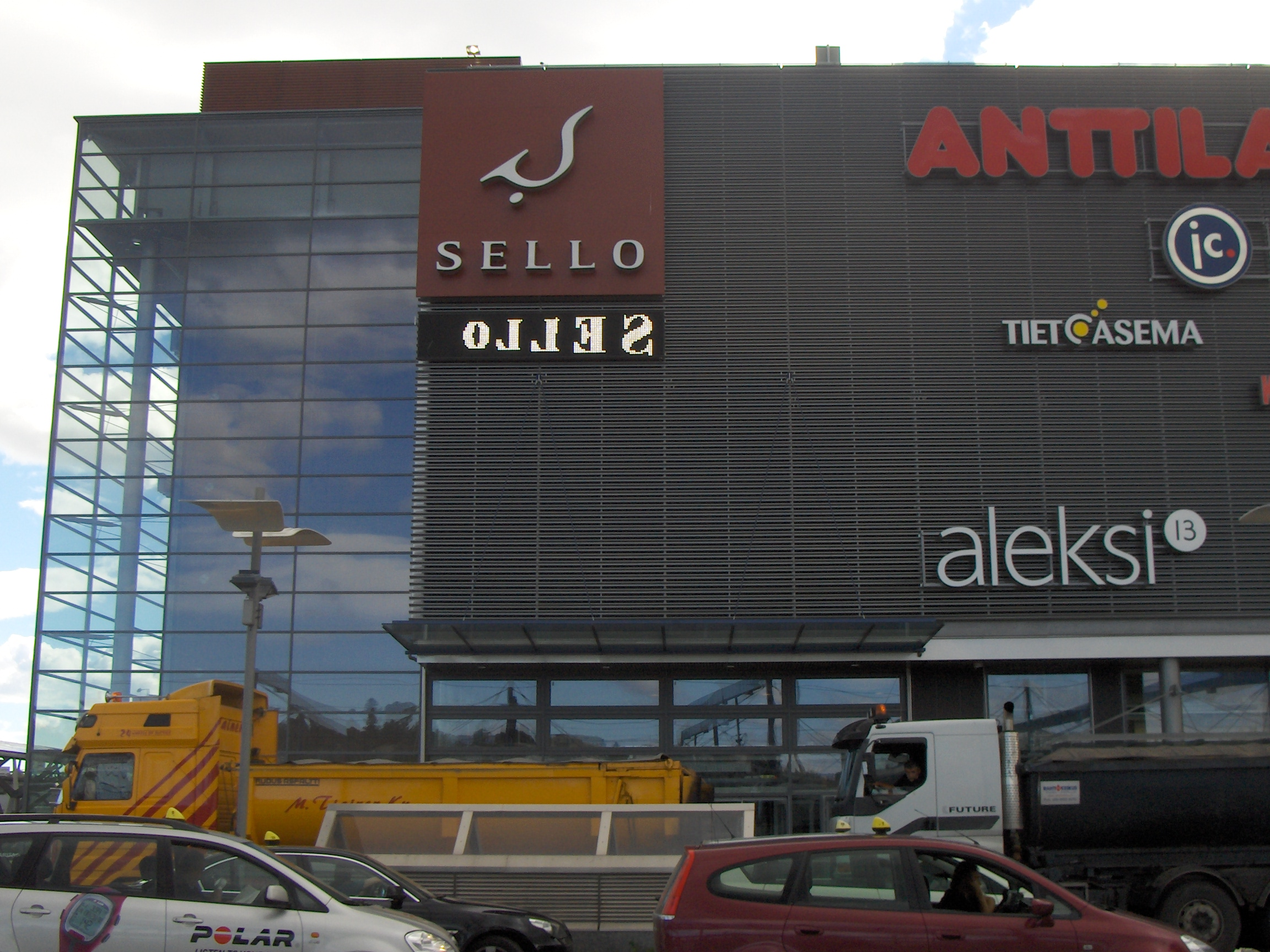
Köpcentrumet Sello
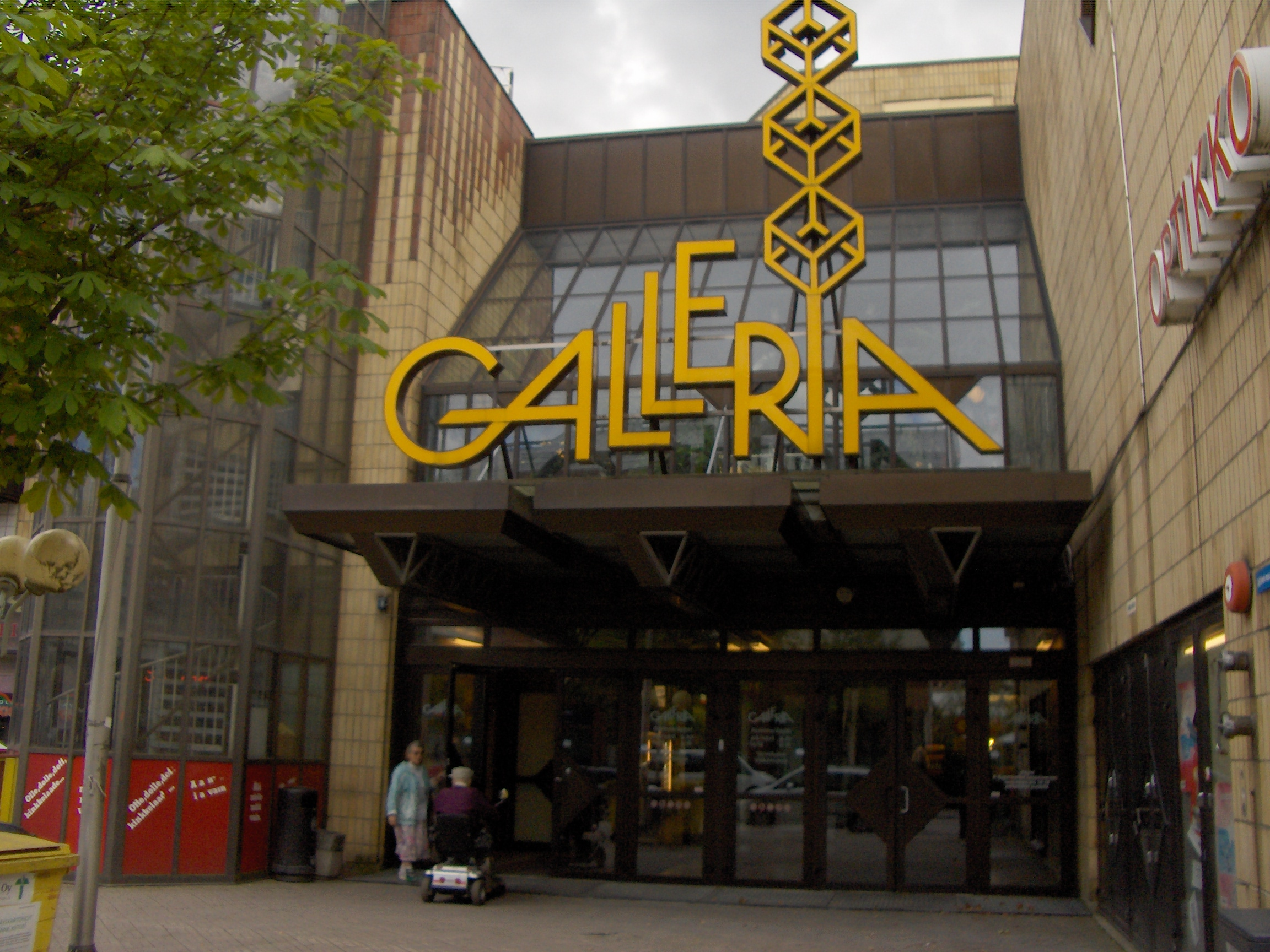
Köpcentrumet Galleria
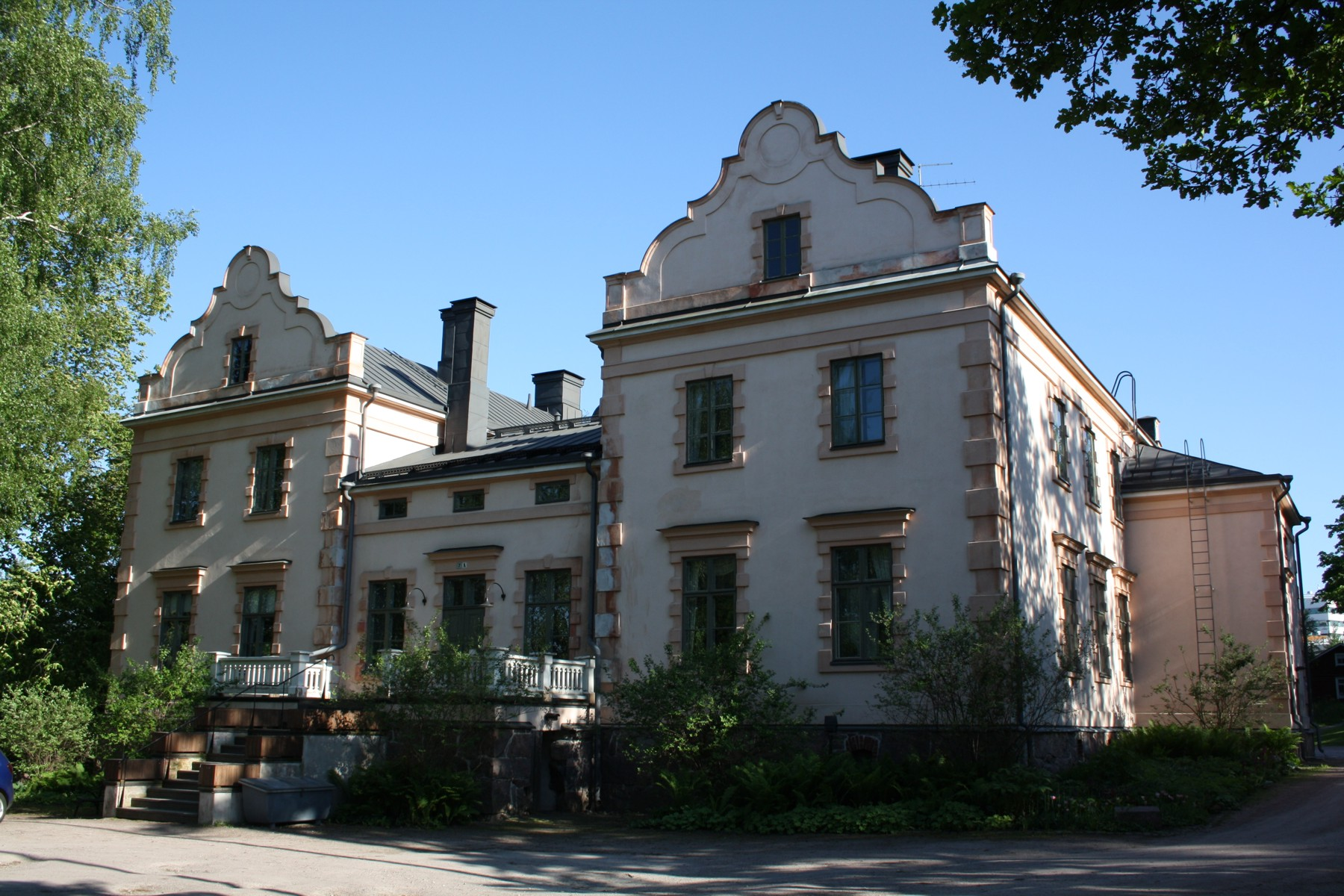
Alberga gård